# Liste der ehemaligen Brauereien in Kaiserslautern
In dieser Liste sind ehemalige Brauereien in Kaiserslautern aufgeführt, also ehemalige Brauereien in der kreisfreien Großstadt Kaiserslautern in Rheinland-Pfalz. Die Liste enthält auch die ehemaligen Mälzereien in Kaiserslautern.

## Bierstadt Kaiserslautern
Die Stadt Kaiserslautern hat eine lange und stolze Biertradition, wodurch es nicht ungewöhnlich ist, dass das Kaiserslauterer Bier lange Zeit das beliebteste der Pfalz war. Bereits um 1600 unterhielt die Stadt eine Braustätte mit Sudkessel und Malzdörre. Im Jahr 1880 gab es in der Stadt 18 Brauereien bei einer Einwohnerzahl von rund 26.000. Obwohl es heute bei einer Einwohnerzahl von 100.000 keine Bierbrauerei mehr gibt, bis auf das „Brauhaus am Markt“, können sich dennoch viele ältere Bürger der Stadt an die Brauereien und deren Namen erinnern. Einige der Brauereien hatten zwecks Eigenbedarfs bereits eigene Mälzereien, für die Deckung des Fremdbedarfs gab es bis 1993 im Wechsel bis zu vier Mälzereien.
Das Wachstum der Brauereien und der wirtschaftliche Aufschwung wurden durch Kriege, Brandschatzungen, Reparationsforderungen, Besetzungen und Zerstörungen gelähmt, viele Bürger flüchteten aus der Stadt. Mit der Einführung der französischen Gesetze und Gewerbefreiheit ging es wieder aufwärts. Im Jahr 1816 war die französische Herrschaft zu Ende und die Pfalz kam zu Bayern; steigende Einwohnerzahlen und die Industrialisierung brachten den Brauereien wieder steigenden Absatz. Die finanziell starken Brauereien investierten in Eis- und Kältemaschinen und unterstützen die Brauung generell durch Maschinen. Dadurch entstanden Großbrauereien, welche mit der Zeit die kleineren Brauereien, welche dem Wettbewerb nicht mehr standhalten konnten, verdrängten.
Im Jahr 1914 betrug der jährliche Bierausstoß der drei größten Brauereien Jänisch 80.000 Hektoliter, der Bayerischen Brauereigesellschaft 70.000 Hektoliter und der Brauerei C.Schuck 35.000 Hektoliter. Neben den eigenen Brauereien und Bierdepots gab es in Kaiserslautern ebenso Bierdepots auswärtiger Brauereien, beispielsweise von der Brauerei Weber aus Homburg, der Schwabinger Brauerei, der Kulmbacher Expertbier-Brauerei, der Fürstenberg-Brauerei aus Donaueschingen, der Pfalz-Brauerei aus Neustadt und der Thal- und Brüstle-Brauerei aus Annweiler. Grund hierfür war wahrscheinlich die gute verkehrstechnische Anbindung an die Eisenbahn und die Kaiserstraße, welche einmal in Ost-West quer durch die Stadt führt.

## Liste der ehemaligen Brauereien in Kaiserslautern
| Bild           | Name                                                    | Lage                                                                                              | Betrieb      | Beschreibung |
| -------------- | ------------------------------------------------------- | ------------------------------------------------------------------------------------------------- | ------------ | --- |
|                | Aktienbrauerei                                          | Fabrikstraße 33 49° 26′ 27″ N, 7° 46′ 47″ O                                                       | 1873 – 1883  | Befand sich in der Fabrikstraße 33 am Abhang des Erbsenberges. Der erhoffte Erfolg der Brauerei blieb leider aus, sodass man bereits im Jahr 187 über eine Stilllegung nachdachte. Auch die Halbierung des Aktienkapitals sowie ein Wechsel der Geschäftsleitung halfen nichts, sodass die Brauerei am 01. September 1882 in Konkurs gegangen ist, wodurch der Betrieb letztlich eingestellt werden musste. Die Anlage der Aktienbrauerei wurde kurze Zeit später, am 03. April 1883 durch die neu gegründete Bayerische Brauereigesellschaft übernommen.S.63 |
| Weitere Bilder | Bayerische Brauereigesellschaft                         | Fabrikstraße 33 49° 26′ 27″ N, 7° 46′ 47″ O                                                       | 1883 – 1990  | Eine sehr erfolgreiche Brauerei, welche zunächst die Aktienbrauerei übernahm und später noch die Brauerei Gienanth aus Winnweiler (1890), Sickingerbräu Landstuhl (1913), die Brauerei Carl Schuck (1920) und die Brauerei Jänisch AG (1920). 1920 benannte sich die Brauerei in „Bayerische Brauerei Schuck und Jänisch (BBK)“ um.S.63f. |
| Weitere Bilder | Bayerische Brauerei Schuck und Janisch (BBK)            | Fabrikstraße 33 49° 26′ 27″ N, 7° 46′ 47″ O                                                       | 1920 – 1990  | Die Werksanlage der BBK wurde erweitert, im Jahre 1936 wurde zudem die Brauerei Marhoffer übernommen. 60 % der Anlage wurde durch einen Bombenangriff der Alliierten zerstört. 1968 stellte man die Lagerung in Holzfässern auf Fässer aus Metall um. 1972 fusionierte BBK mit dem Koch-Bräu aus Kusel. |
|                | Brauerei Wilhelm Bossert                                | Steinstraße 53 49° 26′ 52″ N, 7° 46′ 31″ O                                                        | 1905 – 1906  | Wilhelm Bossart, ein Spezereiwarenhändler, braute 1905 und 1906 in seinem Haus in der Steinstraße 53 Bier. Später widmete er sich wieder seinem eigentlichen Beruf, den Spezereiwarenhandel. |
| Weitere Bilder | Gefängnis-Brauerei                                      | Willy-Brandt-Platz 1 49° 26′ 48″ N, 7° 46′ 4″ O                                                   |              | Gerüchten nach zufolge wurde ein inhaftierter Braumeister extra nach Kaiserslautern ins Gefängnis verlegt, um dort Bier für die Angestellten, Inhaftierten und Kranken zu brauen. Gemäß der bayerischen Verpflegungsordnung stand nämlich dem Gefängnispersonal eine tägliche Bierration zu. Das Bier sollte für die Angestellten den Alltag erträglicher machen und die Kranken bei der Genesung unterstützen. Leider war das Bier ungenießbar, sodass das Endprodukt des „Braumeisters hinter Gittern“ weggeschüttet wurde. Auch mehrfache Versuche des Braumeisters konnten kein genießbares Produkt erzeugen, sodass die Verpflegung der Menschen im Gefängnis mit Bier rasch wieder eingestellt werden musste. Das Gefängnis existiert heute nicht mehr, es musste für den Neubau des Rathauses weichen.S.72 |
|                | Brauhaus am Markt                                       | Stiftsplatz 2 49° 26′ 41″ N, 7° 46′ 18″ O                                                         | 2000 – heute | Am 10.05.2000 öffnete das 1. Brauhaus als erste Hausbrauerei der Bischoff-Brauerei Winnweiler in Kaiserslautern am Stiftsplatz. Seitdem wird in Kaiserslautern wieder ungefiltertes, naturtrübes, helles und dunkles Weizenbier gebraut. Seit 2003 führt die 1. Hausbrauerei GmbH das 1. Brauhaus am Markt. das Café am Markt sowie die Markthalle.S.70 |
| Weitere Bilder | Sternbrauerei Gebrüder Orth                             | Am Altenhof 12–14 49° 26′ 39″ N, 7° 46′ 5″ O                                                      | 1796 – 1914  | Befand sich in der Karlstraße 12, heute das Gebäude der Sparkasse am Altenhof, und umfasste das Gelände bis zur Burgstraße. Heute erinnert bloß noch eine denkmalgeschützte Platane an die ehemalige Brauerei, dort befand sich damals ein Biergarten. Peter Orth erwarb im Jahr 1799 die Gastwirtschaft „Zum Stern“ (heute die Handwerkskammer der Pfalz) und betrieb dort die Brauerei, eine Landwirtschaft, eine Branntweinbrennerei, eine Essigsiederei sowie einen Weinhandel. Er braute untergäriges Bier. Neben der Gastwirtschaft unterhielt er noch eine Gastwirtschaft am Blechhammer mit Tanz- und Konzertsaal. Nach seinem Tod übernahmen seine Söhne Karl und Valentin die Brauerei. Nach dem Tod von Valentin führte sein Bruder Karl die Brauerei mit seinem Neffen Dr.med Karl Heinrich Theodor Orth weiter. Dieser gab seine Arztpraxis auf und übernahm 1875 die Brauerei ohne aber den landwirtschaftlichen Zweig. Dr. Theodor Orth war in der Zeit von 1895 bis 1905 Bürgermeister der Stadt Kaiserslautern, Adjunkt und Hofrat; nach ihm wurde die heute bekannte „Orthstraße“ benannt.S.18f. |
|                | Brauerei Franz Meuth „Zur Kaiserburg“                   |                                                                                                   | 1827 – 1842  | Johann Dominik Meuth, ein Einnehmer und Regierungskommissar aus Kaiserslautern, geboren in Mainz, und später Abgeordneter im Bayerischen Landtag, ließ 1827 auf dem Schlossgelände der Kaiserburg die Brauereigebäude errichten. Grund hierfür war der Beruf seines Sohnes Johann Franz, welcher in Bayern und Österreich den Beruf als Bierbrauer erlernt hatte. Johann Dominik Meuth erhielt den Teil des Schlossgeländes aufgrund einer Nationalgüterversteigerung; das Barbarossaschloss wurde damals von der französischen Regierung erworben und im Jahre 1805 unter dem Forstinspektor Karl Eickemeyer, Posthalter Ludwig Didier und Einnehmer Dominik Meuth aufgeteilt. Abschrift der Teilungsurkunde „Das erste Loos (altes Schlos) dem Herrn Dominik Meuth zuständig, fängt am Meuth’schen Garten (Schloßstraße) an, läuft auf den Linken Linie der neuen Straße fort bis auf jede Lini, welche durch die Pfeiler des ersten und zweiten Bogen der alten Schloßkapelle in der Mitte durch bis auf die linke Straßenlinie gezogen wird und begreift allen Plaz und Gebäulichkeiten in sich, welche innerhalb der gedachten Linien und den Gränzen des Schlosses, gegen die Schloßmühle zu, gelegen sind“ (Pfälzische Geschichtsblätter, Nr.8, August 1907). Nach dem Tod von Franz Meuth im Jahr 1842 verkauften die Erben das Anwesen samt der Brauerei und Zubehör an den Ökonom und Bierbrauer Benno Carl Ritter von Wächter aus Wunsiedel.S.25ff. |
| Weitere Bilder | Brauerei W.C. Wächter „Zur Kaiserburg“                  |                                                                                                   | 1842 – 1909  | Benno Carl Adalbert Gottfried Ritter von Wächter aus Wunsiedel erwarb im Jahr 1842 die Brauerei, ehemals „Brauerei Franz Meuth“: Er hatte während seiner landwirtschaftlichen Ausbildung auch den technischen Braubetrieb gelernt. Einer seiner sieben Kinder, der Drittgeborene Sohn Rudolph Heinrich, übernahm die Brauerei und Landwirtschaft. Nach seinem Tod übernahmen wiederum seine beiden ersten Söhne Benno Carl Heinrich und Ludwig Otto Max den Brauereibetrieb und die Landwirtschaft. Leider konnte das Gut nicht gehalten werden, sodass die Brauerei „Zur Kaiserburg“ im Jahr 1909 aufgelöst wurde. Die Brauanlagen samt Inventar wurden von der Brauerei Jänisch übernommen.S.29 |
|                | Brauerei Heinrich Vögelin                               | Riesenstraße 6 49° 26′ 34″ N, 7° 46′ 11″ O                                                        | 1834 – 1856  | Der Bierbrauer Heinrich Vögelin baute ein Brauhaus an sein Elternhaus in der Riesenstraße 6 an, um dort Bier zu brauen. Die Hauswirtschaft hieß „zum Englischen Garten“. 1856 wurde die Brauerei von seinem Schwiegersohn Philipp Schwarz übernommen.S.31 |
|                | Brauerei Philipp Schwarz „Philippsburg“                 | Riesenstraße 6 49° 26′ 34″ N, 7° 46′ 11″ O                                                        | 1856 – 1877  | Philipp Schwarz übernahm die Hauswirtschaft von seinem Schwiegervater Heinrich Vögelin weiter zum „Englischen Garten“. Sein Schwiegersohn Wilhelm Stephany erbaute später die „Grüne Laterne“ Ecke Riesenstraße/Eisenbahnstraße. Die „Grüne Laterne“ und der „Englische Garten“ waren beide beliebte Treffpunkte für „Zwockel“, was so viel bedeutet wie bayerische Beamte, und einheimische Geschäftsleute. Philipp Schwarz ließ darüber hinaus in der Bergstraße 6, heute „Zum Betzenberg“ die sogenannte Philippsburg mit Gartenwirtschaft errichten. Die Philippsburg hatte sowohl eine eigene Kegelbahn als auch einen Bier- und Eiskeller. 1870 brannte die Philippsburg aufgrund von mangelndem Wasser zum Löschen ab. Der Bierkeller diente während des Zweiten Weltkriegs als Luftschutzbunker. Im Jahr 1944 ist der „Englische Garten“ zerstört worden.S.33 |
|                | Brauerei Johann Schwarz „Zum Rittersberg“               | Am Ritterberg 20                                                                                  | 1835 – 1907  | Johann Schwarz gründete 1835 seine Brauerei. 1837 erwarb er das Nebengebäude, die Hausnummer 22, und nutzte diese fortan als Gaststätte „Zum Rittersberg“. Ebenso erwarb er in der Nähe Ackerland, wo er den Bier- und Eiskeller anlegte. Heute steht auf dem Areal der Brauerei die Villa Munzinger. Während des Kriegs dienten die Bier- und Eiskeller der Bevölkerung als Luftschutzbunker. Der Bunker wurde zu dieser Zeit „Herrmann-Zapp-Bunker“ genannt. Im Jahr 1838 heiratete Johann Schwarz die Bierbrauerstochter Charlotte Margarete Gelbert. Deren gemeinsame Tochter Charlotte Schwarz wiederum heiratete den Malzfabrikanten Karl Kafitz. Karl Kafitz, Mitinhaber der Mälzerei Kafitz und Fuchs, übernahm am Ende auch die Brauerei des Schwiegervaters Johann Schwarz. Nach dem Tod von Johann Schwarz und Karl Kafitz führte Charlotte Schwarz die Brauerei weiter.S.34f. |
|                | Brauerei Peter Jacob                                    | Ecke Marktstraße/Jakobstraße                                                                      | 1836 – 1848  | Peter Jacob, ein gelernter Bierbrauer, braute in dem Anwesen seines Vaters Johann Nicolaus Jacob Bier. Das Anwesen verfügte über ein Wohnhaus, ein Brauhaus, eine Brandweinbrennerei, eine Kegelbahn und ein Wirtschaftsgebäude. Später wurde die Brauerei an Johann Mayer vermietet.S.36 |
|                | Brauerei Johann Mayer (Biermayer)                       | Bremerstraße 10 49° 26′ 2″ N, 7° 46′ 13″ O                                                        | 1848 – 1923  | Braumeister Johann Mayer arbeitete zuvor in der Brauerei von Jean Gelbert in der Fackelstraße. Nachdem er die Brauerei von Peter Jacob angemietet hatte, betrieb er diese unter eigenem Namen bis 1857 weiter. 1857 baute er seine eigene Brauerei mit Wirtschaft in der Marktstraße, später dann in der Eisenbahnstraße 23/Ecke Theaterstraße heute Karl-Marx-Straße ebenfalls mit eigener Wirtschaft. Im Jahr 1862 erhielt er von der Stadt die Erlaubnis, auf seinem Acker am Lämmchesberg einen Bierkeller zu errichten. Im Jahr 1875 verlegte er seine Braustätte aus der Eisenbahnstraße in die Bremerstraße 10. Das Malz für seine Bierproduktion stellte er selbst her. Nach dem Tod von Johann Mayer übernahmen seine beiden Söhne Johannes und Carl die Brauerei. Sein dritter Sohn Leonhard kümmerte sich um das Anwesen und die Wirtschaft in der Eisenbahnstraße 23. Nach dem Tod von Carl war sein Bruder Johannes der alleinige Inhaber der Brauerei. Er kaufte die Gaststätte mit Biergarten „Waldschlösschen“ nebenan, der Bremerstraße 12. Das „Waldschlösschen“ wurde im Jahr 1869 von Daniel Münch erbaut, ein Maurermeister und Wirt. Im Adressbuch aus dem Jahr 1886 waren in der Bremerstraße die Brüder Carl und Johannes als Brauereibesitzer eingetragen, Leonhard als Braumeister und ein weiterer Bruder Valentin als Brauer. Im Jahr 1923 wurde die Brauerei in der Bremerstraße stillgelegt und an die „Parkbrauerei Primasens-Zweibrücken“ verpachtet, welche zusätzlich einen Lagerkeller und eine Bier-Niederlassung errichtete. Im Jahr 1987 wurden die Brauanlagen abgerissen.S.36ff. |
|                | Brauerei Adam Wagner                                    | Gaustraße 8 49° 26′ 47″ N, 7° 46′ 34″ O                                                           | 1836 – 1872  | 1838 gründete Adam Wagner die Brauerei in der Gaustraße 8. Die Zutaten Hopfen und Malz kamen aus der Pfalz. Ausgeliefert wurde das Bier in der Pfalz, in Rheinpreußen und sogar Frankreich. Die Brauerei benutzte ab 1866 mit der nahegelegenen Zementfabrik einen gemeinsamen Dampfkessel. 1872 ging die Brauerei an die Gebrüder Pitthan über.S.39 |
|                | Brauerei Gebrüder Pitthan                               | Gaustraße 8 49° 26′ 47″ N, 7° 46′ 34″ O                                                           | 1872 – 1888  | Die Gebrüder Pitthan, Carl Ludwig und Valentin Carl Rüdiger, übernahmen 1872 die Brauerei von Adam Wagner. Im Jahr 1888 wurde die Brauanlage von der Brauerei Carl Schuck aufgekauft. Im Jahr 1960 musste die Brauerei dem Neubau von Wohnungen weichen.S.39 |
| Weitere Bilder | Brauerei Heinrich Jaenisch                              |                                                                                                   | 1839 – 1920  | Gegründet von Heinrich Jaenisch im Jahr 1839. Die Brauanlage befand sich zwischen der Mühlstraße und der Pariser Straße. Die einzelnen Gebäude der Brauerei waren etwas über die Stadt verteilt; die Bierkeller befanden sinch in der Burg- und Lauterstraße, der Vertrieb in der Pariser Straße, Brauerei und Eisfabrik in der Bleichstraße 1, die Mälzerei in der Pariser Straße 10 und der Lagerkeller mit Hauswirtschaft in der Pariser Straße 3 und 5. Er brachte die Methode des Brauens von untergärigem Bier aus seinem bayerischen Heimatort Marktbreit mit. Nach dem Tod von Heinrich Jaenisch übernahmen seine beiden Söhne Franz Karl und Wilhelm die Brauerei. 1910 wurde die Brauerei in eine Aktien-AG umgewandelt, allerdings blieben alle Aktien in Familienbesitz. 1909 wurden die Brauereien von B.C. Wächter und im Jahr 1914 die der Gebrüder Orth übernommen. 1913 erwarb Wilhelm Jaenisch gemeinsam mit seinem Sohn Wilhelm Jaenisch Junior das Gelände in der Villenstraße 8 und ließ dort eine Villa errichten. Diese Villa wurde 1919 von Herrn Heinrich Zschocke erworben und ist bis heute als Zschocke-Villa bekannt. Zum Schluss hin befanden sich Niederlassungen in der Pfalz, Mannheim, Bad Kreuznach und im Saargebiet. Es kam zu einer Fusion mit der saarländischen Brauerei Neufang, aus welcher später die Brauerei Neufang-Jaenisch AG in Saarbrücken hervorging. Später erfolgte ein weiterer Zusammenschluss mit der Bayerischen Brauereigesellschaft und der Brauerei Schuck zur Bayerischen Brauerei Schuck und Jaenisch (BBK) im Jahr 1920. Bis 1922 wurden die Brauanlagen durch die BBK in der Pariser Straße betrieben. Im Jahr 1926 wurde das ehemalige Brauereigelände von den Franziskanerinnen erworben und drei Jahre später 1929 wurde das erste Schulgebäude des „Instituts der Franziskanerinnen“ erbaut. 1936 wurden die letzten Gebäude der BBK abgetragen.S.39ff. |
|                | Brauerei Wilhelm Hecker                                 | Mühlstraße 9 49° 26′ 41″ N, 7° 45′ 54″ O                                                          | 1840 – 1878  | Kleine Brauerei in der Mühlstraße 9, welche später von Heinrich Hecker in der Pariser Straße 8 weitergeführt wurde.S.43 |
| Weitere Bilder | Brauerei Bender Söhne                                   | Gaustraße 22 49° 26′ 49″ N, 7° 46′ 37″ O                                                          | 1849 – 1965  | Franz Daniel Bender gründete 1849 die Brauerei Bender, er erlernte den Beruf des Bierbrauers bei Jean Gelbert. Seiner Frau Charlotte Stein gehörte das Anwesen Ecke Mannheimer Straße und Gaustraße samt Kohlenhandel und Gastwirtschaft, wo ab 1849 das gebraute Bier von Franz Daniel Bender ausgeschenkt wurde, zunächst beschränkte sich der Bierabsatz auf die eigene Hauswirtschaft. Grund dafür waren die wirtschaftliche Situation und die starke Konkurrenz. Nach seinem Tod führte sein Stiefsohn Heinrich Schreiner die Brauerei bis 1883 weiter. Danach übernahmen Franz Daniel Benders sen. Söhne Franz Daniel und Albert den Betrieb. Die Söhne führten den Betrieb unter dem Namen F.D. Bender Söhne oHG weiter. Die Brauerei, Mälzerei und Hauswirtschaft wurde auf das Gelände der Gaustraße 22 verlegt. Im Jahr 1925 traten die beiden Söhne von Albert Bender in den Betrieb ein. 1935 übernahmen die drei Söhne von Franz Daniel Bender die Geschäftsführung. 1963 wurde der Betrieb in die Bender-Bräu KG umgewandelt und 1965 die Produktion und der Vertrieb der Biere auf die Karlsberg-Brauerei in Homburg übertragen.S.43ff. |
|                | Brauerei Franz Stang                                    | Lauterstraße 118 49° 27′ 13″ N, 7° 44′ 58″ O                                                      | 1850 – 1876  | Kleine Brauerei in der Lauterstraße 118. |
|                | Brauerei Franz Hoffmann                                 | Im Spittelgässchen                                                                                | 1850 – 1870  | Brauerei im Spittelgässchen. |
|                | Brauerei Reichert                                       |                                                                                                   | 1850 – 1870  | |
|                | Brauerei Carl Gelbert „Zum Rheinkreis“                  | Steinstraße 48 49° 26′ 51″ N, 7° 46′ 32″ O                                                        | 1856 – 1892  | Wo sich heute das Theodor-Zink-Museum befindet, ersteigerten damals im Jahr 1805 Daniel Hummel, Theodor Karcher und Johann Gelbert landwirtschaftliche Fläche. Später errichtete Johann Gelbert auf diesem Gelände ein Wohnhaus, Stallungen, Scheuer, Gaststätte und Gastzimmer. Sein Sohn erlernte den Brauerberuf und gründete im Jahr 1856 die Brauerei „Zum Rheinkreis“.S.46 |
|                | Brauerei Johann Jean Gelbert „Beim alten Bürgermeister“ | Fackelstraße 17 49° 26′ 38″ N, 7° 46′ 3″ O                                                        | 1856 – 1890  | Sein Sohn Christian Gelbert war Inhaber. Verarbeitet wurde Gerste aus der Pfalz und Hopfen aus Bayern, welcher dort selbst angebaut wurde. Gaststätte und Biergarten befanden sich in der Turnerstraße auf dem Kotten. Seine Gastwirtschaft stellte Jean Gelbert ab 1868 einem Turnverein als Versammlungsraum zur Verfügung und einen Turnplatz als Sommerturnplatz.S.49 |
| Weitere Bilder | Brauerei Karl Schuck                                    | Gaustraße 2 49° 26′ 45″ N, 7° 46′ 30″ O                                                           | 1857 – 1920  | Carl Schuck gründete die Brauerei samt Mälzerei, Kegelbahn, Schießstand, Saal und Gartenwirtschaft im Jahr 1857. Der Bierkeller befand sich in der Werschweilerstraße. Nach seinem Tod im Jahre 1871 übernahm sein Neffe Philipp Schuck die Geschäfte. Am 15.09.1872 gab es einen Hausbrand, mit welchem die Mälzerei völlig ausbrannte und die Dachstühle der anderen Gebäude zerstört wurden. Im Jahr 1888 kaufte Philipp die Brauanlage der Gebrüder Pitthan nebenan, legte sie still und erweiterte seinen eigenen Betrieb. Am 21. Oktober 1889 war die Brauerei der erste Betrieb in der Stadt mit elektrischem Licht. Nach dem Tod von Philipp wurde die Brauerei in „Carl Schuck GmbH“ umbenannt. 1920 übernahm die Bayerische Brauereigesellschaft Kaiserslautern (BBK) die Brauerei.S.50f. |
| Weitere Bilder | Brauerei Karl Marhoffer „Zum Donnersberg“               | Steinstraße 5 49° 26′ 45″ N, 7° 46′ 18″ O                                                         | 1860 – 1937  | Karl August Marhoffer gründete 1860 die Brauerei in der Steinstraße 5. Nach und nach erwarb er das Gelände samt Gebäuden zwischen der Steinstraße, Kirchenstraße und Martin-Luther Straße. Daneben erweiterte er das Gasthaus in der Steinstraße 5 um einen onzertsaal, den „Marhofferschen Saal“, in welchem heute die Tanzschule Marquardt untergebracht ist. 1937 stellte die Brauerei den Betrieb ein, 1939 wurden die Gebäude abgerissen.S.53f. |
|                | Brauerei „Uff de Gawwel“                                | Kaiserstraße 42 (heute Richard-Wagner Straße im Bereich der Hauptpost) 49° 26′ 14″ N, 7° 46′ 5″ O | 1849 – 1867  | Der Schmiedemeister Peter Gabel eröffnete am Bahnhof von Kaiserslautern seinen Betrieb mit Brauerei, Hauswirtschaft und Kegelbahn. Er schenkte „Selbstgebrautes“ aus. Sein Schwiegersohn, Johann Franz Michel Dupont, unterstütze ihn. Die Wirtschaft und Brauerei mit dem Namen „Zur Gabelei“ war eher unter dem Namen „Uff de Gawwel“ oder „Drowe uff de Gawel“ bekannt. Die Brauerei wurde 1867 von Friedrich Lieberich, gelernter Bierbrauer von Beruf, ersteigert und übernommen.S.57f. |
| Weitere Bilder | Brauerei Friedrich Lieberich                            | Kaiserstraße 42 (heute Richard-Wagner Straße im Bereich der Hauptpost) 49° 26′ 14″ N, 7° 46′ 5″ O | 1867 – 1890  | Friedrich Lieberich übernahm 1867 die Brauerei „Uff de Gawwel“ mit Hauswirtschaft und Biergarten. Nach seinem Tod führte seine Witwe die Wirtschaft bis 1900 weiter, die Brauerei selbst wurde stillgelegt.S.58 |
| Weitere Bilder | Brauerei Köhl und Conrad                                | Bremerstraße 3 49° 26′ 9″ N, 7° 46′ 22″ O                                                         | 1862 – 1907  | Heinrich Köhl und Carl Conrad gründeten in der Bremerstraße ihre Brauerei mit Gaststätte, die „Löwenburg“. 1907 wurde der Betrieb eingestellt und von verschiedenen Brauereibetrieben der Stadt übernommen.S.59 |
|                | Löwenburg-Brauerei AG                                   | Bremerstraße 3 49° 26′ 9″ N, 7° 46′ 22″ O                                                         | 1907 – 1919  | Mehrere Bierbrauer gründeten unter Nutzung der Betriebsanlagen der „Löwenburg“ als Aktiengesellschaft die „Löwenburg-Brauerei AG“. Dazu gehörten auch die Gaststätte mit Kegelbahn sowie der „Köhlsche Saalbau“. 1919 wurde die Brauerei stillgelegt. Die Kunden wurden auf die Brauerei Jaenisch und BBK aufgeteilt. Das Restaurant „Löwenburg“ konnte noch kurze Zeit weiter geführt werden, wurde zeitweise an den 1. FC Kaiserslautern vermietet und musste letztendlich einer Wohnanlage weichen.S.60 |
|                | Brauerei Gebrüder Tascher                               | Fackelstraße 23 49° 26′ 38″ N, 7° 46′ 2″ O                                                        | 1866 – 1878  | Die Brüder Valentin und Wilhelm gründeten die kleine Bierbrauerei mit Wirtschaft, welcher aber 1878 in Insolvenz geriet. Die Wirtschaft wurde verpachtet und die Brauerei vom Schwiegersohn Georg Bauer übernommen.S.60 |
|                | Brauerei Georg Bauer                                    | Fackelstraße                                                                                      | 1878 – 1898  | Er braute Salvator, ein Starkbier, welches er in seiner eigenen Gaststätte ausschenkte. 1898 wurden seine Brauerei und die Gaststätte in der Fackelstraße verkauft. |
|                | Brauerei Christian August Lieberich                     | Mühlstraße 13 49° 26′ 42″ N, 7° 45′ 53″ O                                                         | 1870 – 1886  | Gründer und Betreiber dieser kleinen Brauerei und Brandweinbrennerei in der Mühlstraße 13 war Christian August Lieberich.S.61 |
|                | Brauerei Jacob Migeot „Zur Wackenmühle“                 | Pirmasenser Straße 58 49° 26′ 21″ N, 7° 45′ 49″ O                                                 | 1870 – 1880  | Bierbrauer Jacob Migeot braute im Gasthaus „Zur Wackenmühle“ bis zu seinem Tod Bier. Die Wirtschaft wurde bereits 1880 aufgegeben, bis heute gibt es allerdings noch die Wirtschaft. Die Bierkeller der Brauerei befanden sich in der Pfaffenbergstraße und im Stadtpark.S.61 |
|                | Brauerei Franz Dietrich                                 | Mühlstraße 18 49° 26′ 43″ N, 7° 45′ 52″ O                                                         | 1870 – 1884  | Das Anwesen wurde 1885 von der Stadtmission erworben. Betrieben wurde die Anlage bis 1884 von den beiden Brüdern Franz und Georg. Heute ist das Gelände von dem Unternehmen ATU (Auto-Teile-Unger Handels GmbH & Co. KG) überbaut. Die Bierkeller können leider nicht mehr betreten werden, da diese zubetoniert sind.S.62 |

## Ehemalige Mälzereien in Kaiserslautern
Viele Brauereien in Kaiserslautern hatten Mälzereien für den Eigenbedarf. In den Mälzereien wurde Gerste zu Malz verarbeitet. Aufgrund des Rückgangs an Brauereien ohne eigene Mälzerei mussten auch die großen Mälzereibetriebe nach und nach schließen. Die am Schluss in Kaiserslautern ansässigen Brauereien hatten jeweils eigene Mälzereien. Angesiedelt waren die Mälzereien rund um die Malzstraße, Bremerstraße und Steinstraße.
| Bild | Name                                                       | Lage                                       | Betrieb     | Beschreibung |
| ---- | ---------------------------------------------------------- | ------------------------------------------ | ----------- | --- |
|      | Mälzerei Max Diehl                                         | Malzstraße 15 49° 26′ 13″ N, 7° 46′ 37″ O  | 1859 – 1914 | Entstand im Jahr 1859 und produzierte in der Zeit von 1901 bis 1914 auf dem Betriebsgelände der früheren Mälzerei Böckler. |
|      | Mälzerei Böckler & Cie.                                    | Malzstraße 15 49° 26′ 13″ N, 7° 46′ 37″ O  | 1868 – 1914 | Wurde 1868 gegründet und bestand bis 1901. Die Gerste aus der Vorderpfalz wurde zu Malz verarbeitet und in die Pfalz, Rheinpreußen, Luxemburg und Frankreich exportiert. |
|      | Mälzerei Carl Kafitz & August Fuchs und Heinrich Munzinger | Bremerstraße 6 49° 26′ 5″ N, 7° 46′ 15″ O  | 1872 – 1933 | Wurde 1872 gegründet, die beiden Inhaber trennten sich 1880 als einer der beiden Inhaber Carl Kafitz die Brauerei seines Schwiegervaters Johann Schwarz „Zum Rittersberg“ übernahm. August Fuchs führte die Mälzerei weiter. Ab 1907 führte Carl Kafitz die Mälzerei in der Bremerstraße 6 weiter. Später übernahm sein Schwiegersohn Heinrich Munzinger die Mälzerei und legte diese schließlich 1907 still. Nach der Stilllegung wurde das Gebäude von Firmen als Lagerraum oder als Wohnraum genutzt. Das Gebäude wurde letztendlich 1970 abgerissen und wurde durch Wohnblocks ersetzt.(S.76) |
|      | Mälzerei Emil Braun                                        | Malzstraße 15 49° 26′ 13″ N, 7° 46′ 37″ O  | 1914 – 1920 | Während des Ersten Weltkriegs wurde die Mälzerei zur Trocknung von Rüben, Obst und Gemüse und zur Herstellung von Trockenprodukten, Kaffeeersatz und Malzkaffee genutzt. Größtenteils gingen die Produkte an die Heeresverwaltung und die Kommunalverbände.(S.78) |
|      | Mälzerei Franz Wilhelm Gelbert                             | Steinstraße 48 49° 26′ 51″ N, 7° 46′ 32″ O | 1892 – 1933 | Nach der Stilllegung der Brauerei von Carl Gelbert im Jahr 1892 betrieb Franz Wilhelm Gelbert is 1933 eine Mälzerei. Die Mälzerei stellte auch Malzkaffee her.(S.77) |
|      | Mälzerei Friedrich Schwarz                                 | Steinstraße 60 49° 26′ 51″ N, 7° 46′ 33″ O | 1880 – 1890 | Mälzerei in der Steinstraße 60. |